# Austen (submetralhadora)
A Austen (de "Australian Sten") foi uma submetralhadora australiana 9×19mm derivada da submetralhadora britânica Sten desenvolvida durante a Segunda Guerra Mundial. No total, 19.914 Austen foram produzidas durante a guerra pela Diecasters Ltd de Melbourne e pela W. T. Carmichael Ltd de Sydney.

## Projeto e desenvolvimento
Com a guerra na Europa exigindo a maior parte do material disponível para os britânicos, a Austrália não estava em posição de comprar armas do Reino Unido ou dos Estados Unidos, e por isso tiveram de desenvolver as suas próprias submetralhadoras. A submetralhadora britânica Sten foi tomada como base para a Austen. O cano, o corpo (caixa da culatra) e o mecanismo de gatilho da Sten Mark II foram copiados, enquanto a coronha dobrável e o ferrolho, com percussor separado e tampa telescópica sobre a mola de retorno, foram copiados da MP 40 alemã. A coronha dobrável também incluía uma chave de fenda e uma haste de limpeza que se desenroscava dos tubos da coronha. A arma também apresentava dois punhos de pistola; este último contendo em seu interior um pequeno recipiente de peças de reposição. A arma tinha um recurso de tiro seletivo que permitia ao operador disparar tiros únicos ou automáticos a 500 tiros por minuto.
Uma característica interessante de produção da Austen foi que algumas peças foram fabricadas pelo processo de fundição sob pressão. Essas peças eram o alojamento do carregador, parte do mecanismo da coronha e a metade dianteira do carregador. As duas empresas que fabricavam a Austen eram empresas especializadas em fundição sob pressão.
Houve uma versão silenciada feita para uso pela Z Special Unit.
Uma versão melhorada, a Austen Mark II, foi introduzida, mas só ficou pronta em 1946, após o fim da Segunda Guerra Mundial. Este modelo fez uso ainda mais extensivo da fundição sob pressão; os grandes conjuntos de empunhadura na frente e atrás da arma foram produzidos dessa maneira. Foram construídos 200 exemplares, ambos adotados e declarados obsoletos em agosto de 1946.
A Austen nunca atingiu o nível de popularidade que a Owen alcançou. Isto ocorreu em grande parte porque o Owen era uma arma muito confiável e embora a Austen fosse uma melhoria na Sten básica, nunca foi capaz de alcançar a confiabilidade da Owen.
Considerada obsoleta em 1945, a Austen raramente foi usada nas décadas seguintes. Em contraste, a Owen foi amplamente utilizada pelo Exército Australiano até a década de 1960.